# 御嶽スキー場

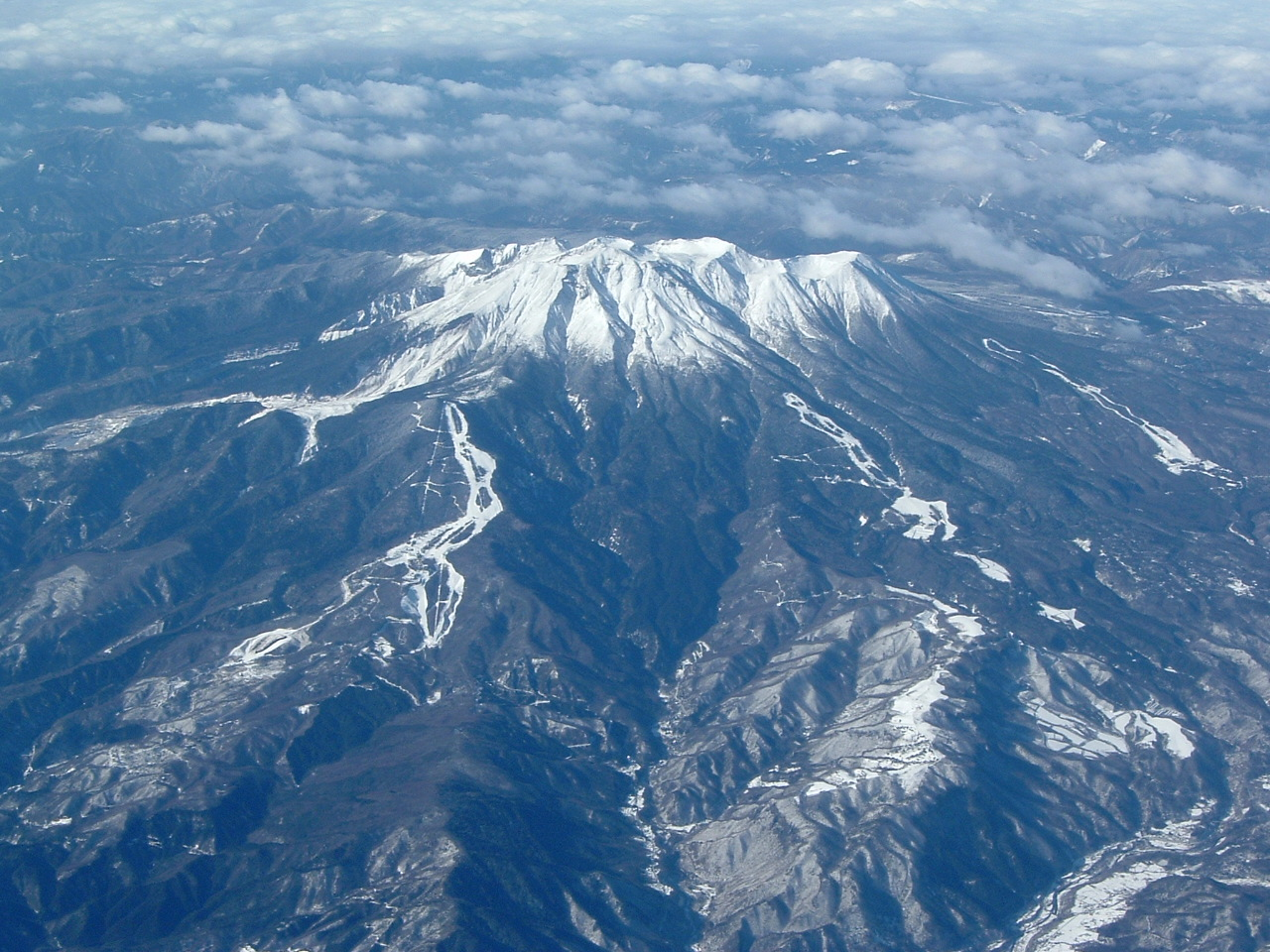
上空からみた御嶽山。
中央左が御嶽スキー場。

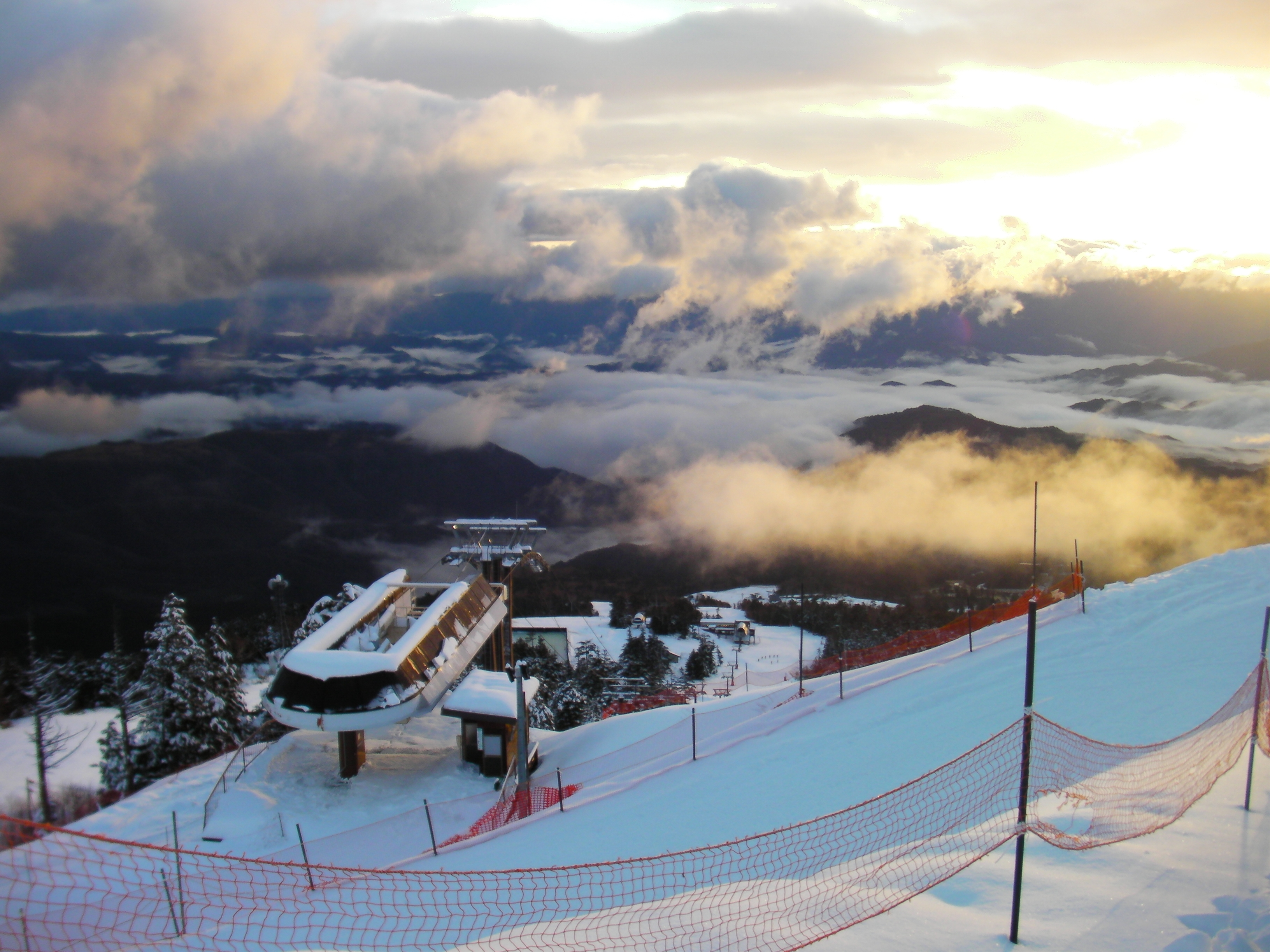

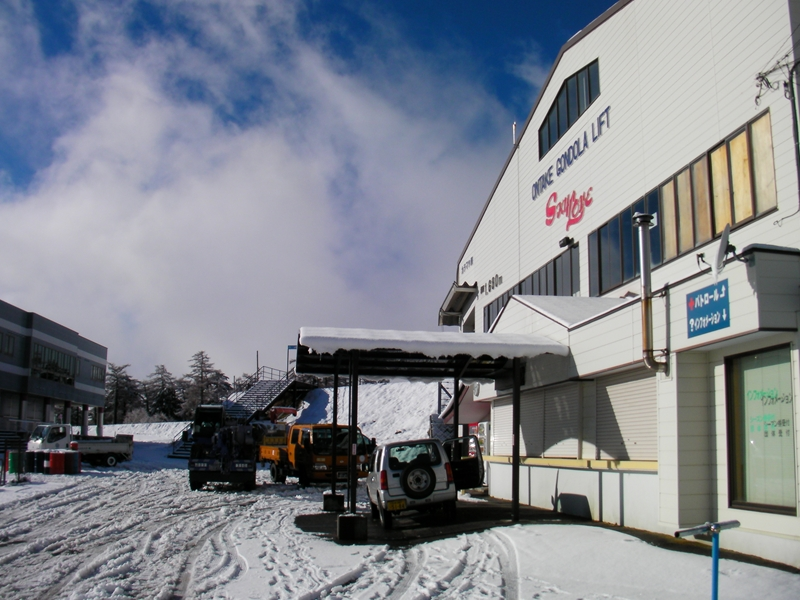
ゴンドラリフト乗り場

御嶽スキー場（おんたけスキーじょう）（旧称 - おんたけ2240）は、長野県木曽郡王滝村の御嶽山南東部三笠山にあるスキー場である。標高は全国2位。
標高2,240 mから最長で7,000 mを滑走できるゲレンデを持つ。コースの標高が高いため、雪質が良好で遅い時期までの滑走が可能である。コース幅100 m級もあり全体的に他のスキー場よりもコース幅が広い。
愛知用水の水がめである牧尾ダムが麓にあり、ここ数年間にわたり、愛知用水下流域の市町に住んでいる中学生以下の子供はリフト券が無料になるキャンペーンを行っている。

## コース
オフピステ、ポール専用バーン、そりコース、スノーパークと多彩なコースを持つ。コース名を昔の名称で呼ぶ者もおり、具体的には三笠ウィングコースを7A、エキスパートコースを7Bと呼び、リフトの山頂向かって右側をA、左側をBと呼ぶ。
- エキスパートコース
滑走距離 - 900 m
コース幅 - 80 m
平均斜度 - 23度
最大斜度 - 35度
- 三笠ウイングコース - 中級コース
滑走距離 - 900 m
コース幅 - 50 m
平均斜度 - 20度
- セントラルコース - 中級者向けの御嶽スキー場メインゲレンデ
滑走距離 - 1300 m
コース幅 - 80 m
平均斜度 - 11度
- パラダイスコース - 中級コース
滑走距離 - 1300 m
コース幅 - 170 m
平均斜度 - 12度
- パノラマコース - パノラマコースは初心者迂回用のコースでもあるため、初心者でもリフトでスキー場最上部まで行くことも可能である。
  - パノラマAコース - 年に数回、伊勢湾まで見える。またコース序盤には御嶽山が目の前に現れる
コース幅 - 5 m
平均斜度 - 3度
  - パノラマBコース
コース幅 - 5 m
平均斜度 - 3度
  - パノラマCコース
コース幅 - 5 m
平均斜度 - 3度
- カラマツアベニュー - 初級コース
滑走距離 - 800 m
コース幅 - 100 m
平均斜度 - 9度
- 4Bコース - 初級コース。ホームページによるとソリの利用可。
滑走距離 - 50 m
コース幅 - 15 m
平均斜度 - 5度
- ファミリーコース
滑走距離 - 900 m
コース幅 - 60 m
平均斜度 - 10度
- チャンピオン沢コース
- チャンピオン尾根コース

## リフト
高速リフト
- 第5クワッド（1,183 m）
- 第7クワッド（800 m） - フード付きリフトのため風を遮れる。

ペアリフト2基
- ファミリーペアリフト（旧・第4ペアB線）（677 m）- ここ数年は運行されていない。
- カラマツペアリフト（旧・第4ペアD線）（641 m）

### 廃止されたリフト
- 第4ペアA線 (676m)
- 第5ペア (664m)
- 第6シングルA線、B線 (621m)
- 第7ペア (721m)
- 第1シングルA線、B線 (293m,423m)
- 高原ペア (448m)
- 第2シングル (700m)
- 第3シングル (733m)
- 白樺高速ペア (1,184m)
- チャンピオン第1シングル
- チャンピオン第2シングル (634m)
- チャンピオンクワッド (1287m)

多くのリフトがクワッドリフトなどにかけ替えられたが、白樺・高原・チャンピオンゲレンデは事実上廃止された。

## 施設
- センターハウス「プラザオリオン」
- ロッジ三笠(ララカレーオンタケ)
- 入浴施設　三笠の湯
- ベルン（休憩所、カラマツリフト降り場）
- 第7休憩所（第5クワッドリフト降り場の正面）

## 廃止や撤去された設備
- 御嶽スカイライン - チャンピオンゲレンデ近くに長らく有料道路の料金所が設置されていたが、1995年に償還が完了し無料開放された。開設当初の料金は、普通自動車で800円。
- 高原ゲレンデ - 2009年シーズンで廃止。村営時代は、高原ゲレンデがスキー場全体の玄関口だった。2本の索道が高原ペアリフト（448 m）と白樺高速ペアリフト（1184 m）が設置されていた。A/B/Cのコースが並列で存在し、其々の最大斜度が30度/25度/25度となっていた。
- 白樺ゲレンデ - 2009年シーズンで廃止。上級者向けのコースで、最大斜度32度の白樺コースと、初心者向けの最大斜度15度の白樺迂回コースが存在した。現在では索道やレストハウスも撤去され、設備が存在しない。
- チャンピオンゲレンデ - 2012年シーズンで廃止。スキー場の最下部に当たる上級者向けのゲレンデ。約1.5 kmの距離があり、最大斜度35度、平均で約20度。クワッドリフトとレストハウスが営業していた。しかし10年の時を経て2022‐2023シーズンのチャンピオンゲレンデ復活が発表された（後述）。
- ゴンドラリフト「スカイラブ」ｰ 2018年シーズンを最後に運行休止中。設置から35年が経過していることや、再稼動にはかなりの費用が必要とのこと。
- 展望浴場さぶん - 2023年シーズンで廃止。2024年2月、代替施設としてロッジ三笠内に入浴施設「三笠の湯」がオープンした[1]。

## 歴史
- 1961年（昭和36年）- 王滝村により国設御岳スキー場開設。
- 1989年（昭和64年/平成元年）- ゴンドラリフト「スカイラブ」が設置された[2]。また、現在のカラマツペアリフトを設置。
- 1994年（平成6年）- フード付きの第7クワッドリフト設置。
- 1998年（平成10年）- 第5クワッドリフトを設置。
- 2005年（平成17年）- 指定管理者制度を導入。加森観光に運営委託。
- 2007年（平成19年）- 同シーズンから、それまでの「おんたけスキー場」からおんたけ2240[注釈 1]に名称変更[3]。
- 2011年（平成23年）- 加森観光が運営から撤退。2011-2012シーズンは村営となり、ゴンドラリフトは運行が休止された。
- 2012年（平成24年）- 2012-2013シーズンから株式会社マックアースを指定管理者に選定。同社と村内第三セクターの出資による株式会社御嶽リゾートによる運営となった[4]。
- 2014年（平成26年） - 9月27日に御嶽山が噴火（2014年の御嶽山噴火）。本スキー場はゲレンデの半分が入山規制エリアとなったため、2014-2015シーズンの営業開始が延期された[注釈 2]。ペアリフトの名称が変更された。
- 2017年（平成29年）- 株式会社マックアースとの指定管理契約が6月30日で満了した。次の指定管理者は決まっていなかったが[5]、暫定的に御嶽リゾートが運営することになり、2017-2018シーズンの営業休止は回避された[6]。
- 2018年（平成30年）8月 - 指定管理者の選定は応募者の辞退・再公募などにより難航したが、株式会社アンカー[注 1]に決定した。契約期間は10年間[7]。

同社は現地法人「王滝ツーリズム」を設立。支配人には、前シーズンまでチャオ御岳スノーリゾートで支配人を務めた人物が就任した。
2018-2019シーズンは「ワンデーパスポート」単一料金制を採った。一般的な前売シーズン券を廃し、そのかわりに来場時のワンデーパスポートを10枚貯めるとシーズン終了まで使えるフリーパスポートに無料交換する「遅割シーズンパス」制を導入した。
「ポールボード」を無料レンタル・マイポールボード持参者にはワンデーパスポートが無料提供された。
- 2019年（令和元年）- 2019-2020シーズンは水・木曜が定休日（年末年始・ゴールデンウィーク期間を除く）となり、ゴンドラ・ファミリーペアリフトが運休された。

なお、前シーズンに導入された料金施策の多くは取りやめとなった。
- 2021年（令和3年）
  - 9月 - 王滝村は令和3年10月～令和8年9月まで5年間のおんたけ2240指定管理者を募集[10]、王滝村議会9月定例会で新管理者は王滝村の株式会社シシに決定した。報道によると、村議会において前管理者は指定管理料を受け取りながら地域経済への還元が無いと指摘され、村は契約をいったん白紙とし、指定管理料の村内還元を条件に再募集した。応募したのは株式会社シシのみ。

株式会社シシは王滝村内で2019年からカレー店を経営している。同社の社長はおんたけ2240でポールボード担当として勤務していたことがあり、2019年に株式会社nationを立ち上げ、木曽福島スキー場を運営している[注釈 6][11][12][13]。
  - 10月 - 名称は御嶽スキー場（おんたけすきーじょう）に改められ、WebサイトのアドレスやSNSアカウントも変更された[注釈 7]。同年シーズンは定休日を設けず営業するが、ゴンドラは引き続き運行されない。
  - 12月13日 -「前管理会社からの索道運行の許可譲渡が難航しているため」18日に予定していたオープンを延期すると発表。同年12月15日の新聞報道によると、前指定管理者の株式会社アンカーが、指定取り消しは納得できず、索道事業を譲渡する申請書に署名できないとしている、とされた[注釈 8][14][15]。その後12月23日、開業にめどが立ったという報道があり、前管理者のアンカーに対し王滝村が本年度の指定管理料として2500万円を支払うことで索道事業譲渡申請書類への署名押印が得られたとされる[16]。
  - 12月29日 - 営業を開始した。2021-2022シーズンは4月17日までの営業を行った。
- 2022年（令和4年）
  - 3月18日 - アンカーと王滝ツーリズムは、村による指定管理取り消し処分の取り消しを求めて提訴した[17]。
  - 8月31日 - ホームページのブログ欄にてチャンピオンゲレンデの復活が発表された[18]。チャンピオンハウスのレストラン営業は行われない（トイレは空いている）が、かつて人気だったステーキのメニューをセンターハウスのレストランで限定で販売する。チャンピオンクワッドリフトリフトは損傷が激しく、同シーズンはチャンピオンハウスからセンターハウスまで無料シャトルバスを運行し、来シーズン以降の修繕を目指す。
  - 新たに人工降雪機が4機導入され、12月11日-4月7日までの営業となった。
- 2023年（令和5年）
  - クラウドファンディングを実施。1000万円を超える寄付を集め、入浴施設三笠の湯のオープン、リフトの座面張り替え、排水溝の整備、看板の新調などを行った。
  - 王滝村が、前指定管理者であるアンカーに解決金を支払い、訴訟は終了した[19]。
- 2024年（令和6年）- クラウドファンディングを実施し、自走式人工降雪機の修繕、送迎車の費用に充てられた。2024ｰ2025シーズンは、平日限定シーズン券を販売する。

## アクセス
- 中央自動車道 中津川ICより国道19号を北上し1時間、元橋交差点を左折40分 - 50分。
- 駐車場は全日無料。
- JR中央本線 木曽福島駅より約36 km。タクシーで約50分。